# Kalnik
Kalnik är ett berg i Kroatien.   Det ligger i länet Varaždin, i den nordöstra delen av landet, 50 km nordost om huvudstaden Zagreb. Toppen på Kalnik är 642 meter över havet.
Terrängen runt Kalnik är kuperad norrut, men söderut är den platt. Runt Kalnik är det ganska glesbefolkat, med 47 invånare per kvadratkilometer. Närmaste större samhälle är Križevci, 14,1 km sydost om Kalnik. Omgivningarna runt Kalnik är en mosaik av jordbruksmark och naturlig växtlighet.